# 海拉尔河
海拉尔河（羅馬化：Hailar）位于中华人民共和国内蒙古自治区东北部，是黑龙江南源额尔古纳河的源流之一，上游称大雁河，发源于内蒙古牙克石市乌尔其汉镇东北大兴安岭西麓的古鲁契那山，蜿蜒向西流经牙克石市、呼伦贝尔市、陈巴尔虎旗以及新巴尔虎左旗西北部的嵯岗镇，最后沿着新巴尔虎左旗和满洲里市边界，于满洲里新开河街道东北与达兰鄂罗木河（新开河）汇合成额尔古纳河。河长622千米，流域面积5.481万平方千米。